# Valero selyemgyár
A Valero selyemgyár egy rövid ideig működő, korai magyarországi nagyipari üzem volt a mai Budapest (akkor még Pest) V. kerületében.

## Története
A magyarországi selyemfeldolgozása atyja, a spanyol eredetű Valero István az 1780-as években költözött Pestre. Ezt követően a mai Király utca – Akácfa utca – Dob utca – Kürt utca közötti részen építette fel kisebb üzemét. A gyárat 1814-től Valero István fia, Valero Antal vezette. Amikor a termelés növekedésével kinőtte azt, új gyár építésébe fogott a mai Honvéd utca mentén fekvő területen. Az új gyár épületét a korszak neves építésze, Hild József tervezte meg klasszicista stílusban 1839 és 1841 között.
Kopácsy József esztergomi érsek a gyárost iparfejlesztési érdemeiért 14 társával együtt nemességre terjesztette föl, de Bécs éppen Valeronak – a többi felterjesztettel ellentétben – nem adta meg a nemességet. A gyáros népszerűsége ugyanakkor hazájában tovább nőtt: az 1842-es, 1843-as és 1844-es Iparműkiállításon nagy sikert értek el gyártmányai; 1846-ban pedig ő kapta meg a kiállítás fődíját, az úgynevezett „Nagyarany érdempénzt”.
A Magyarföld és népei eredeti képekben című 1846-os munka a következőket írja a Valero selyemgyárról:
„Van 48 csévézőgépe; 7 orsógépe; 11 fonalvezető motólája; szalagszövő malomszéke; 177 kelmeszövőszéke; 80 jacquardgépe; van sávgépe, csinozógépe szalagok számára, és még egy más, a széles kelmék számára. E gyár a védegyesület előtt szalagot épen nem, selymet is csak a köznép számára készített: és most a legszebb, legfinomabb, sima és ábrás kelméket egész a fényűzésig állítja ki. Gyárszerei, a védegyesület keletkezte után, 10,000 pft költséget haladó uj gépekkel szaporodtak. Köztük igen sok jeles itt Pesten készült. [...] Munkásainak száma 400–450. Hetenkint 1000 pftnál többre megy az összeg, mit Valero ur munkásainak fizet.”
A gyár az évek alatt gyors ütemben fejlődött. Sikeressége miatt az 1848–49-es forradalom és szabadságharc idején a magyar kormány Valerot bízta meg a Bécstől független jegybank vezetésével. A szabadságharc bukása után politikai okokból a gyár működtetése ellehetetlenült (360 000 forintos áron akarta az osztrák kormány visszaadni az elpusztított, annak idején 300 000 forintért megvett épületet), a Valero család pedig kivándorolt Magyarországról.
Az épületet nem bontották el, hanem ezt követően katonai célokra (kaszárnya, raktár) kezdték el használni. A volt gyár napjainkban is áll mint a 19. század jelentős ipartörténeti emléke, egyben neves klasszicista épület. Műemléki védelmet is kapott.

## Képtár

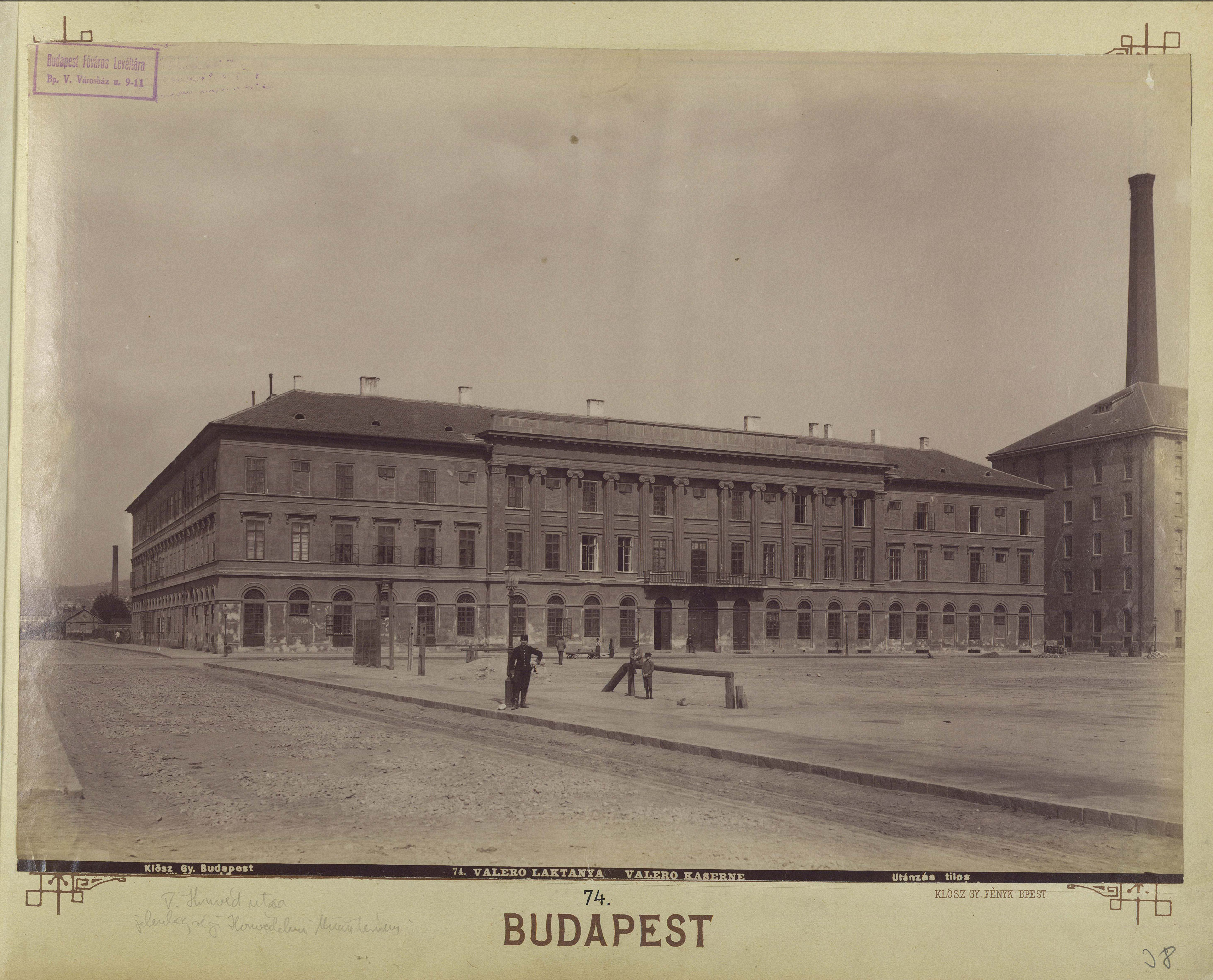
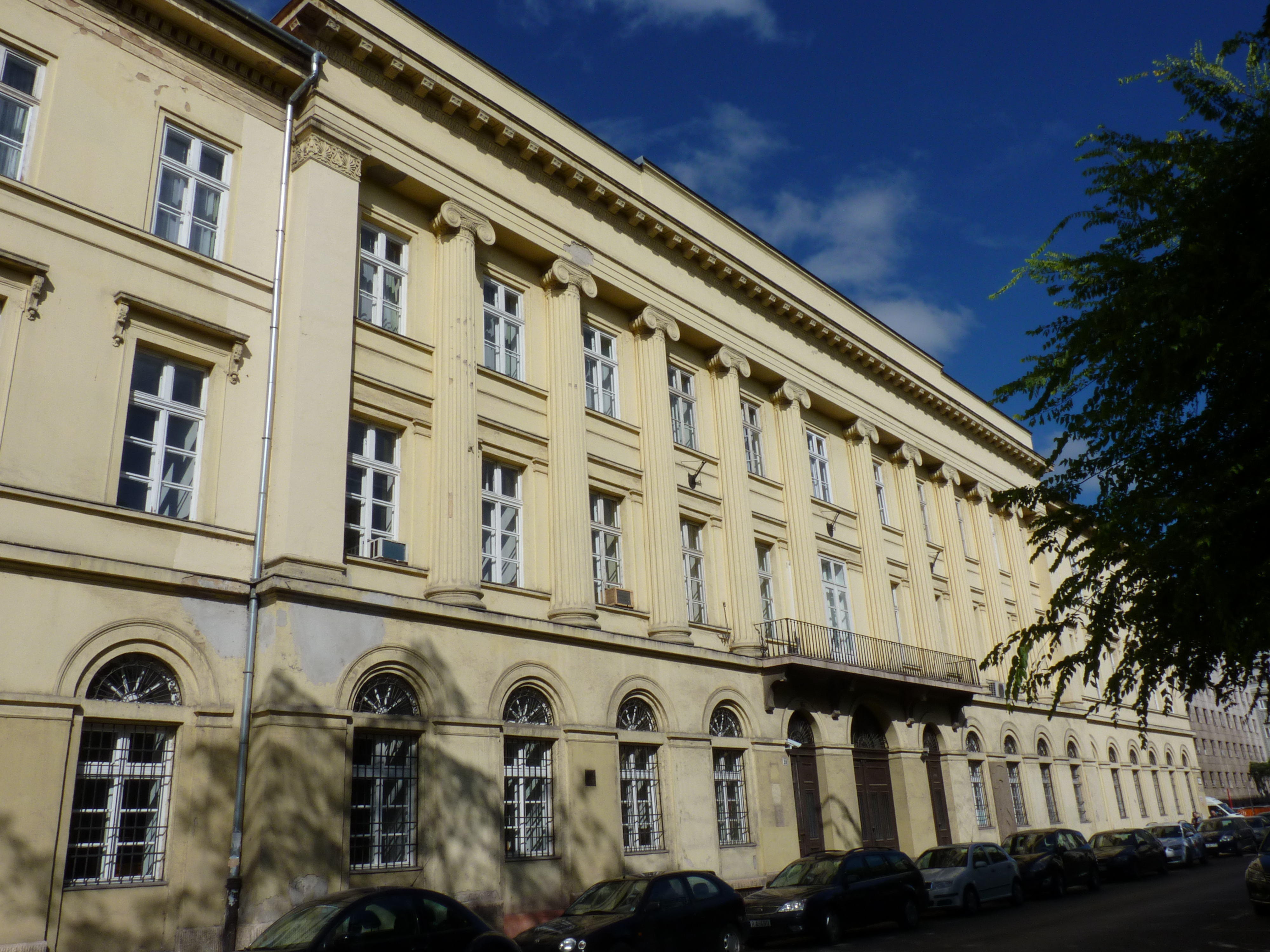
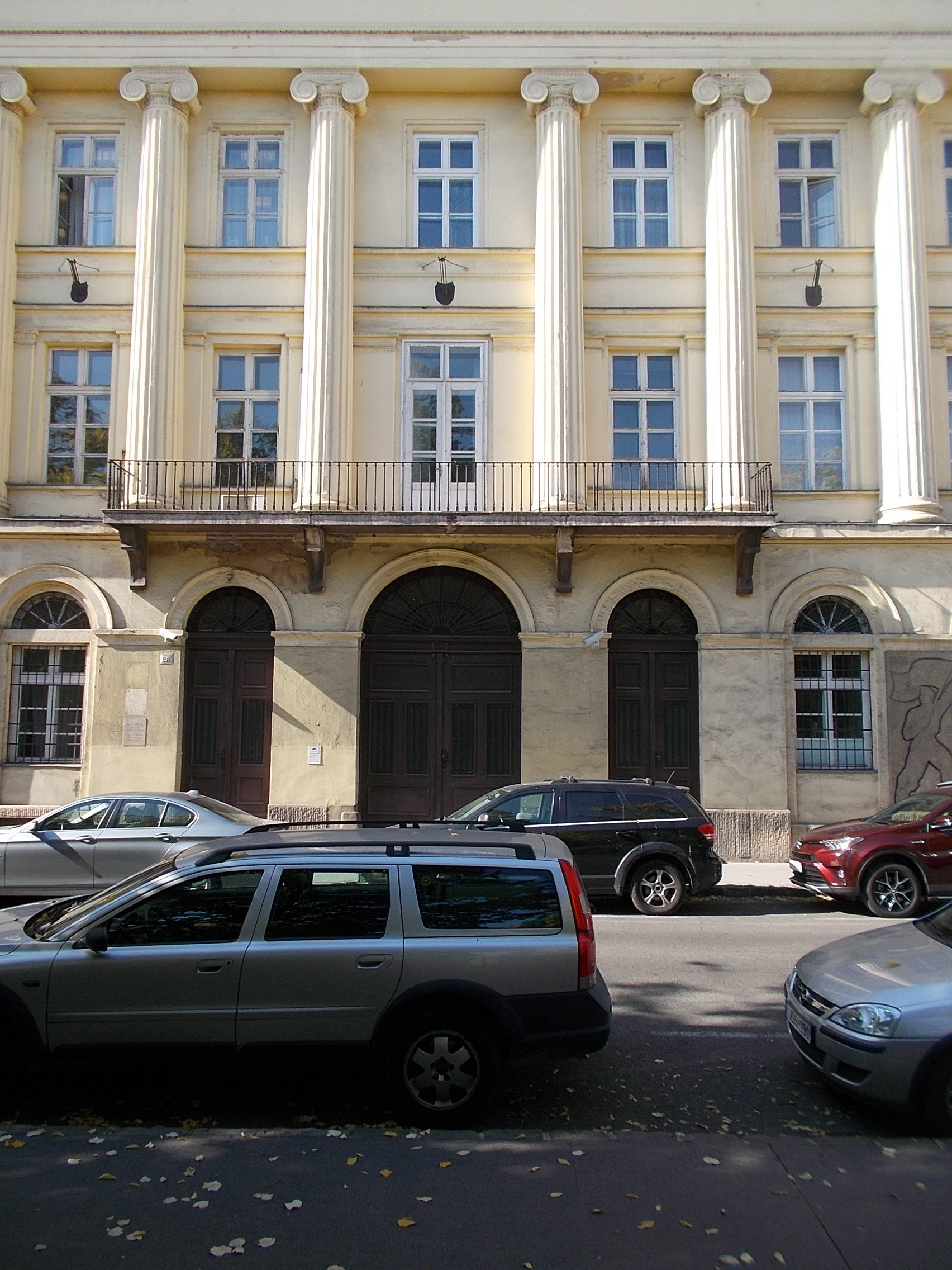
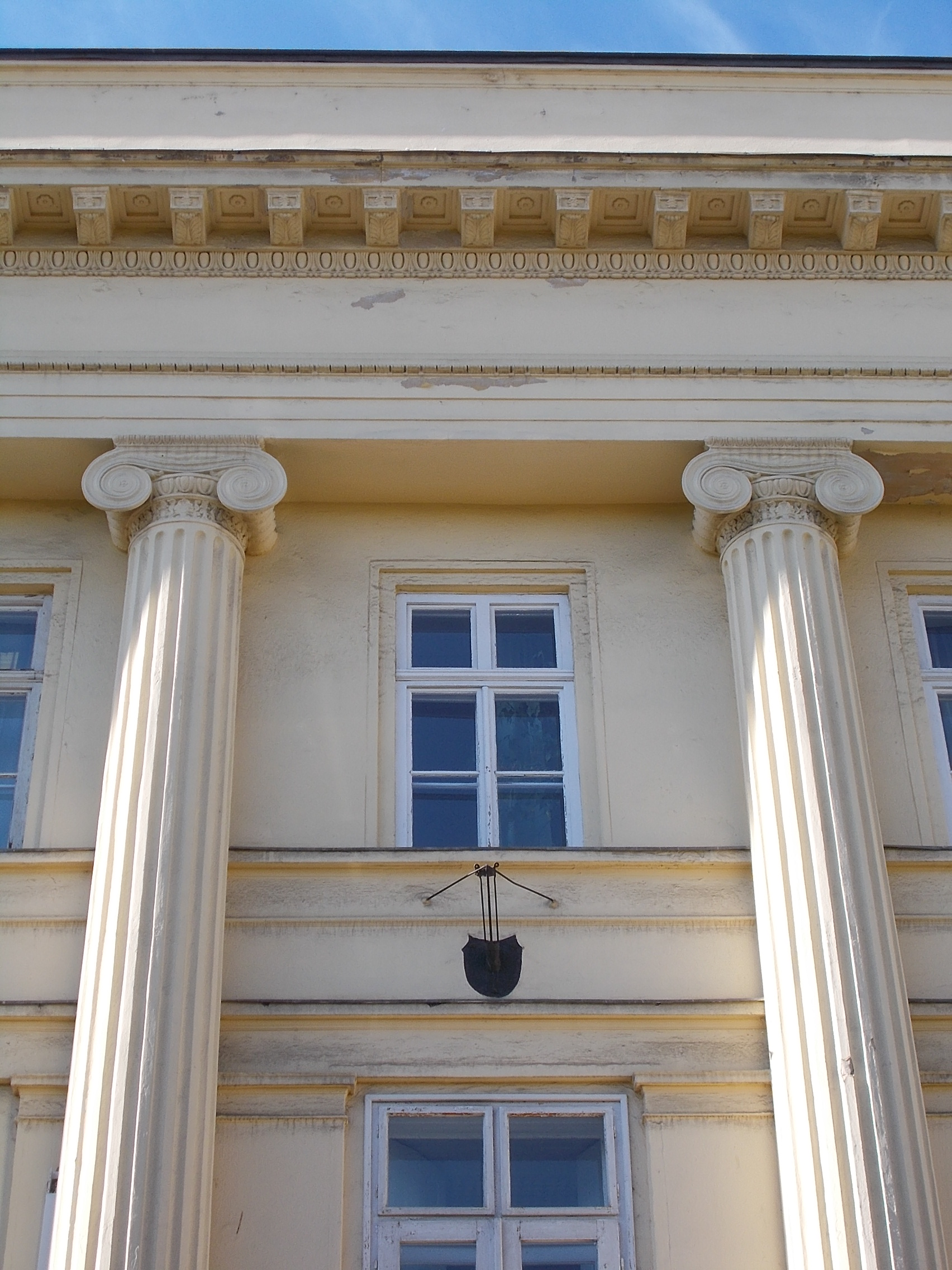
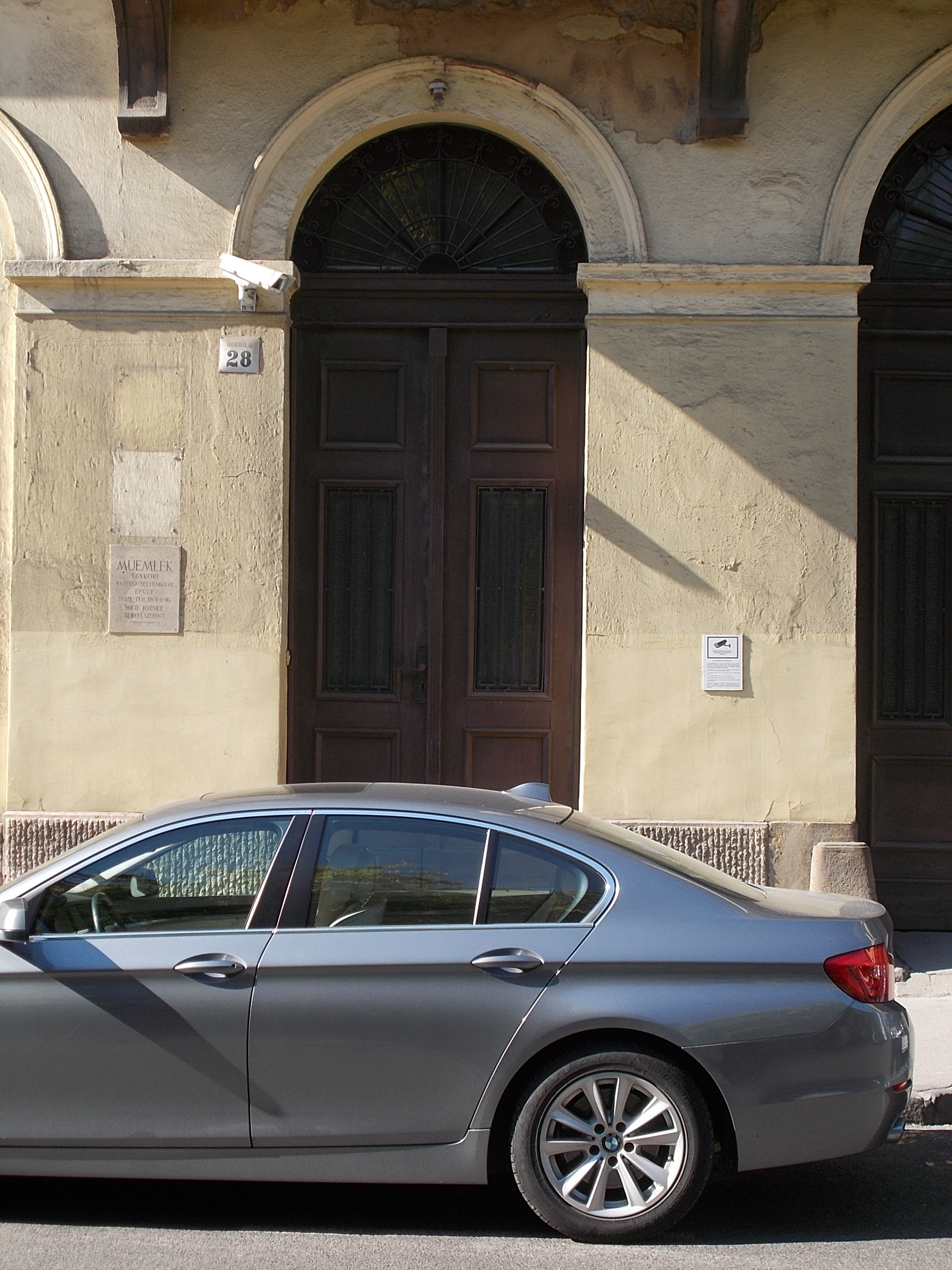
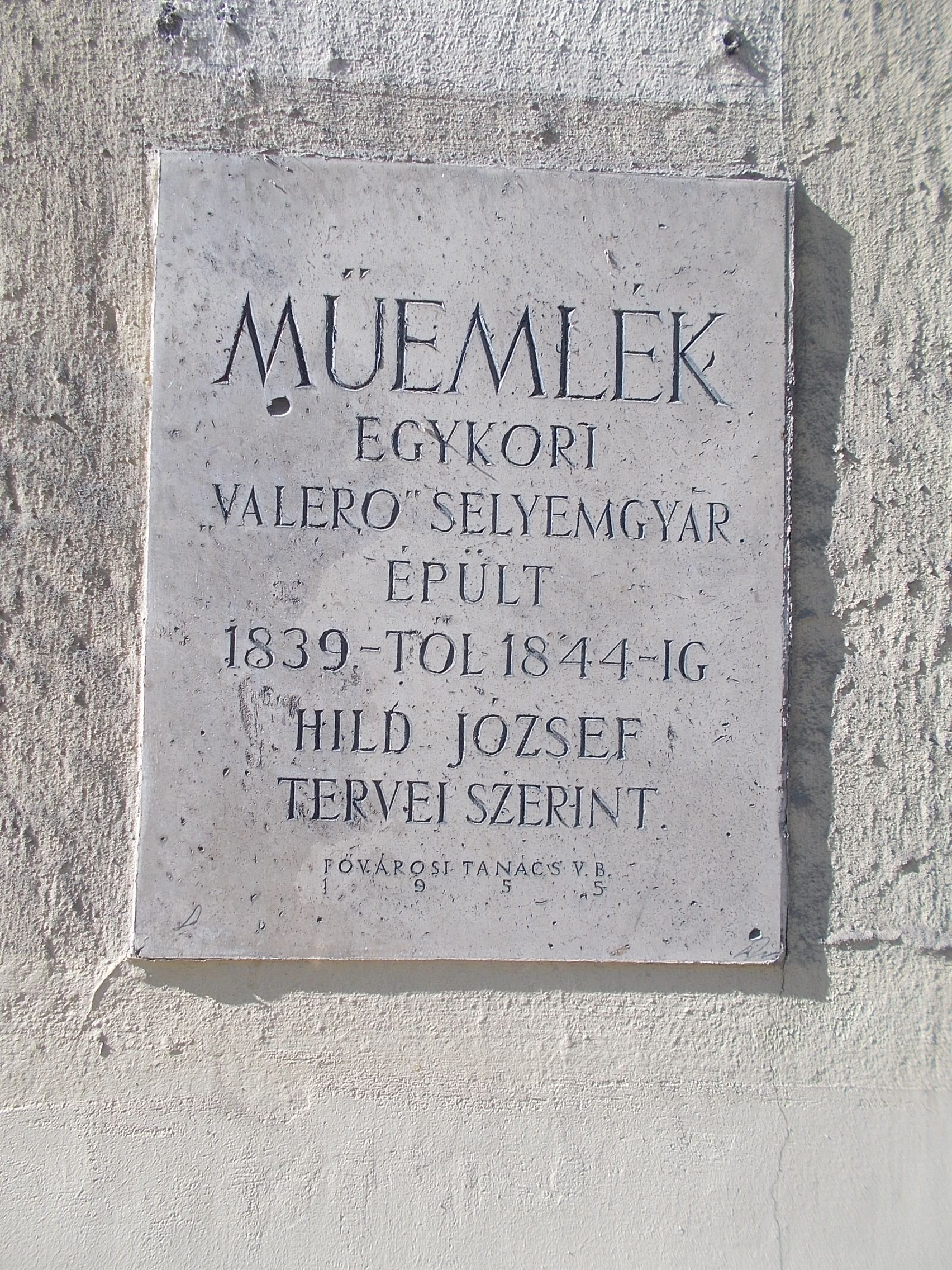
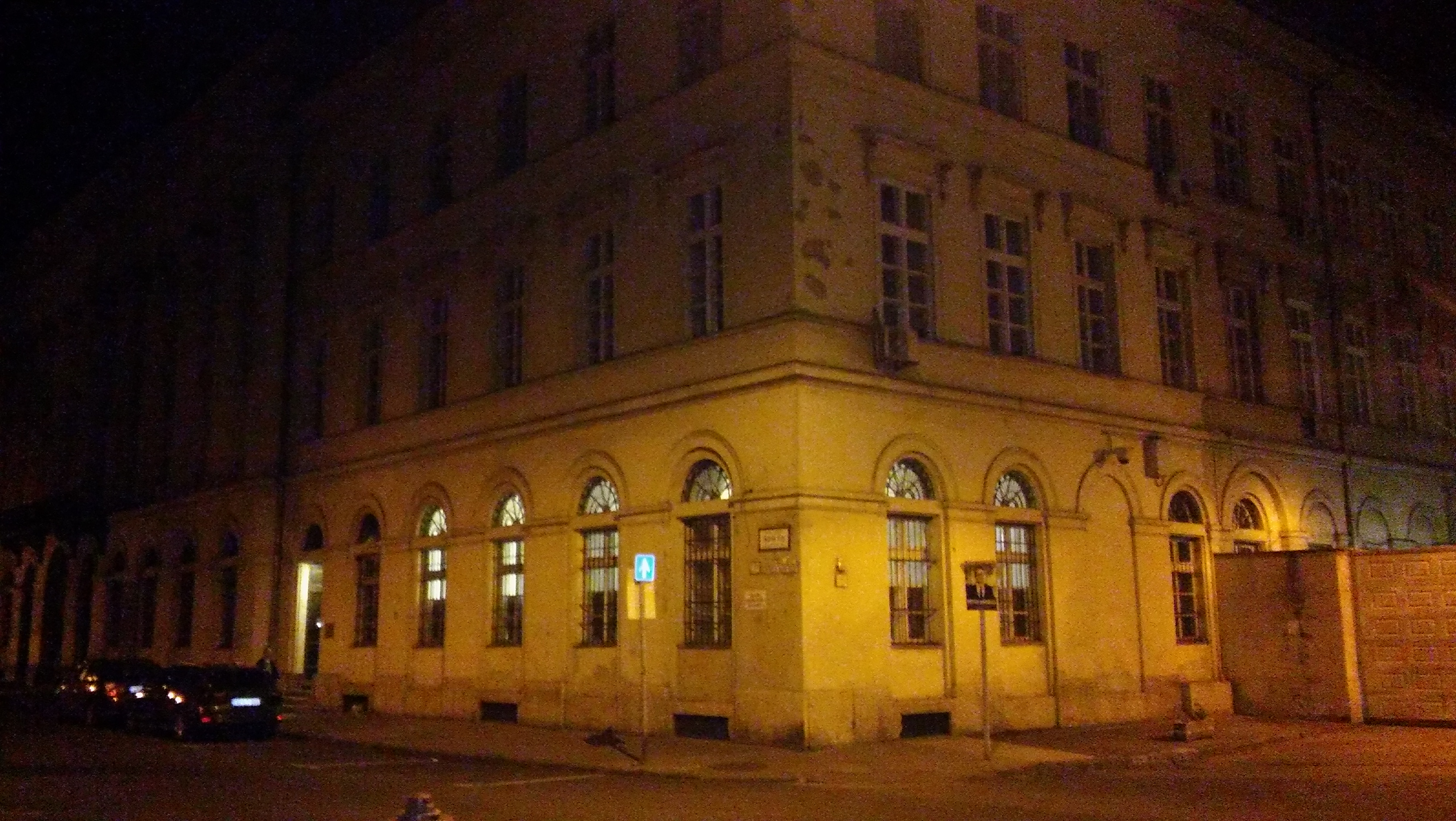
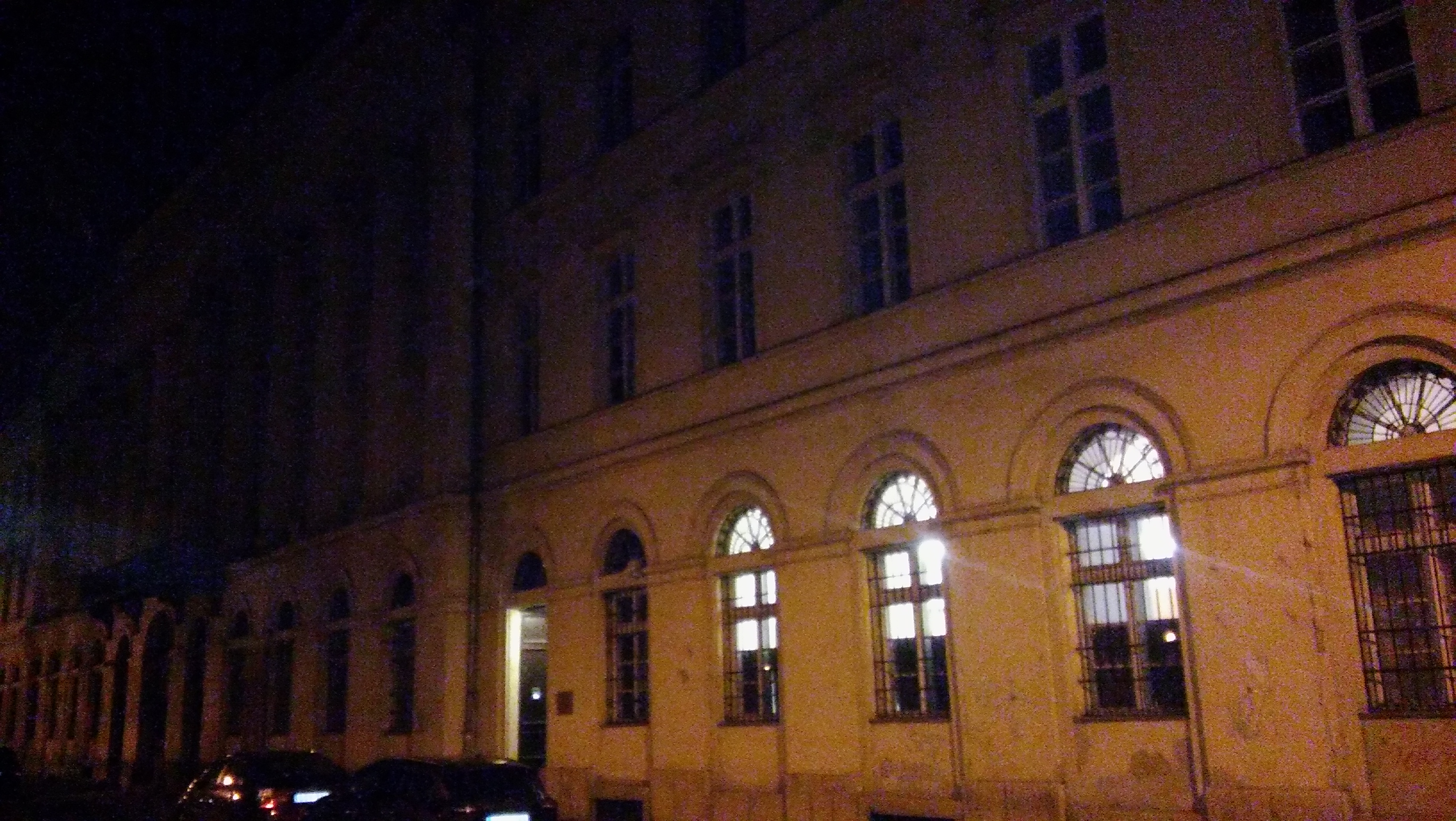
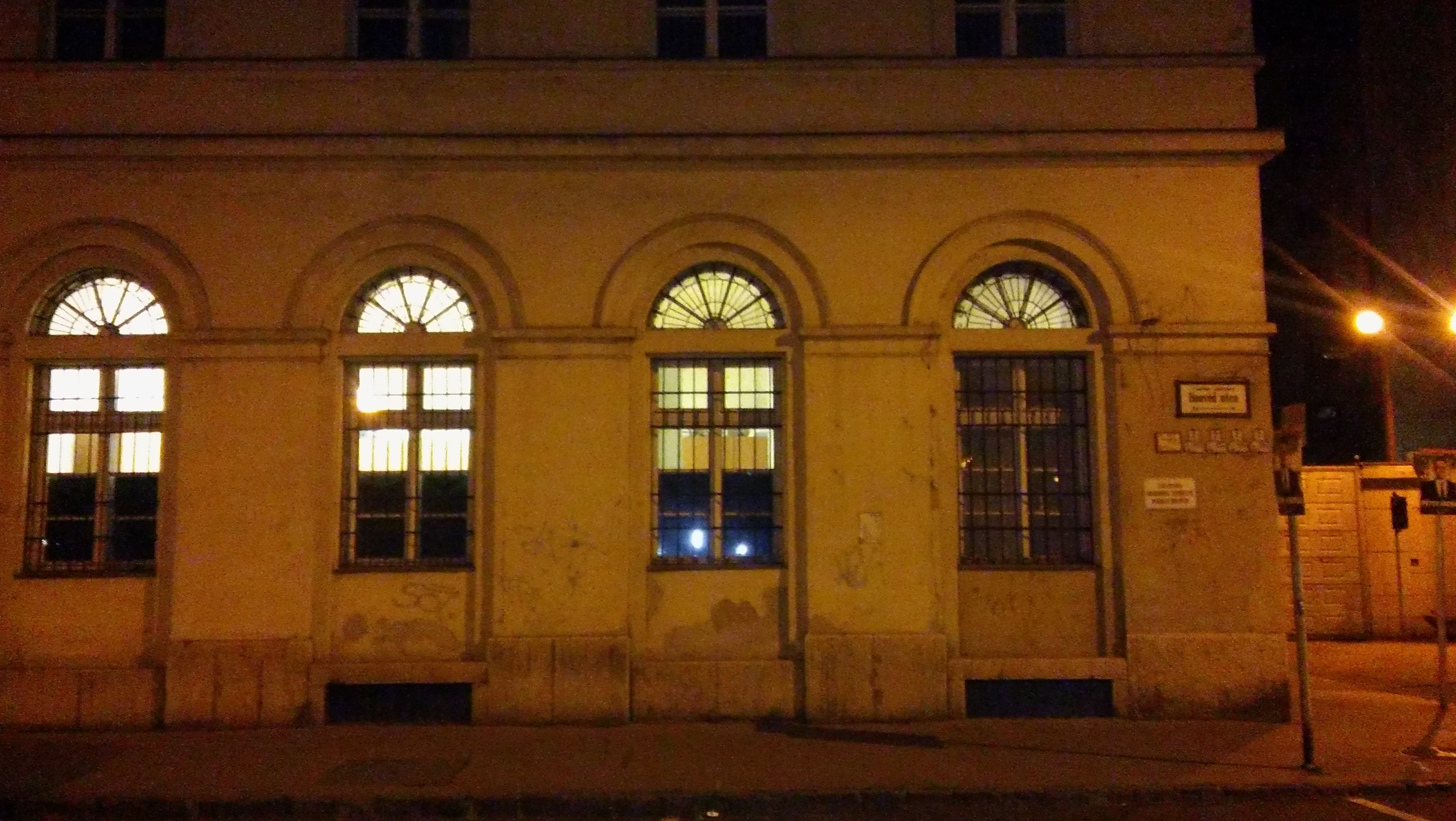
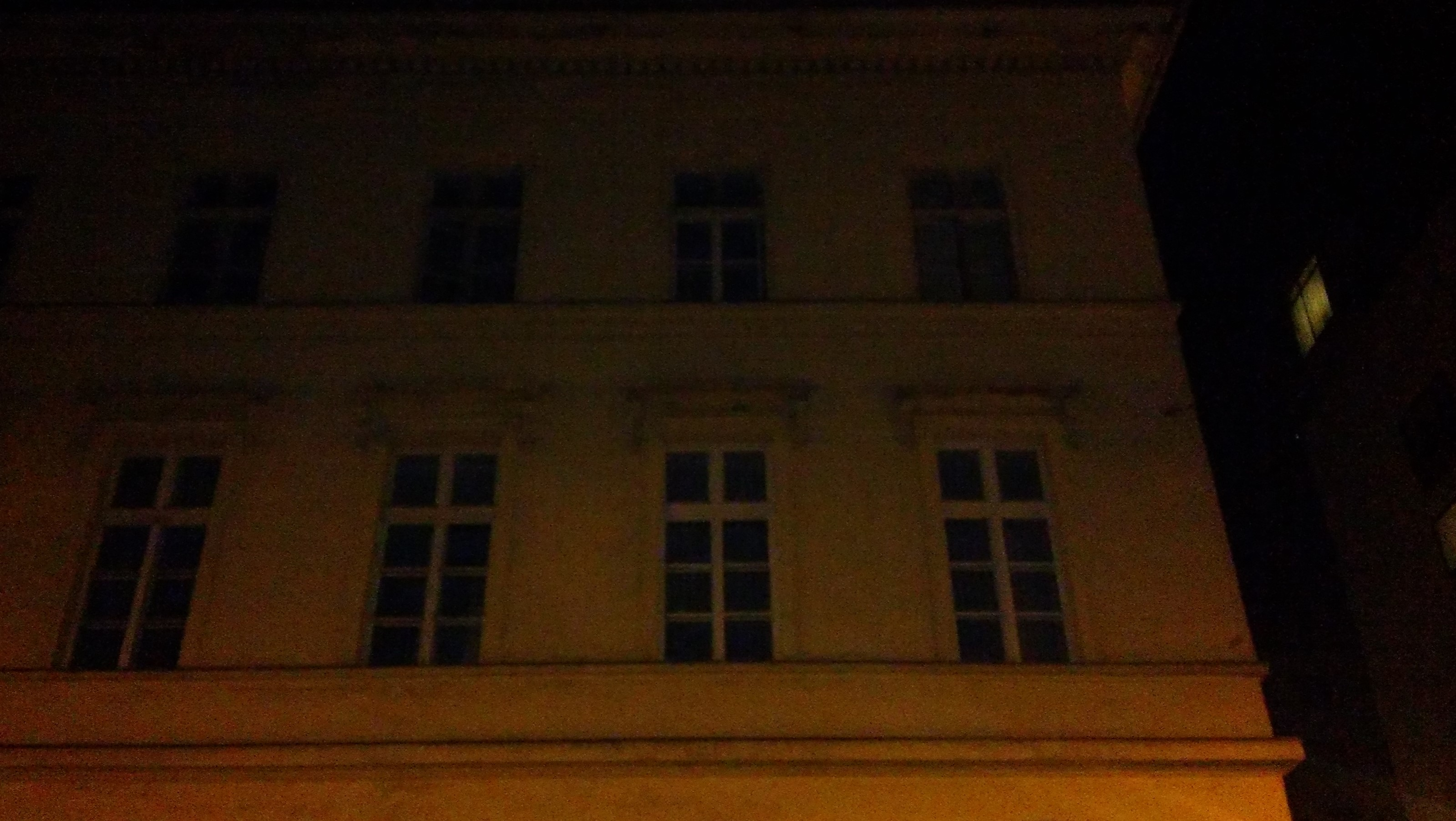
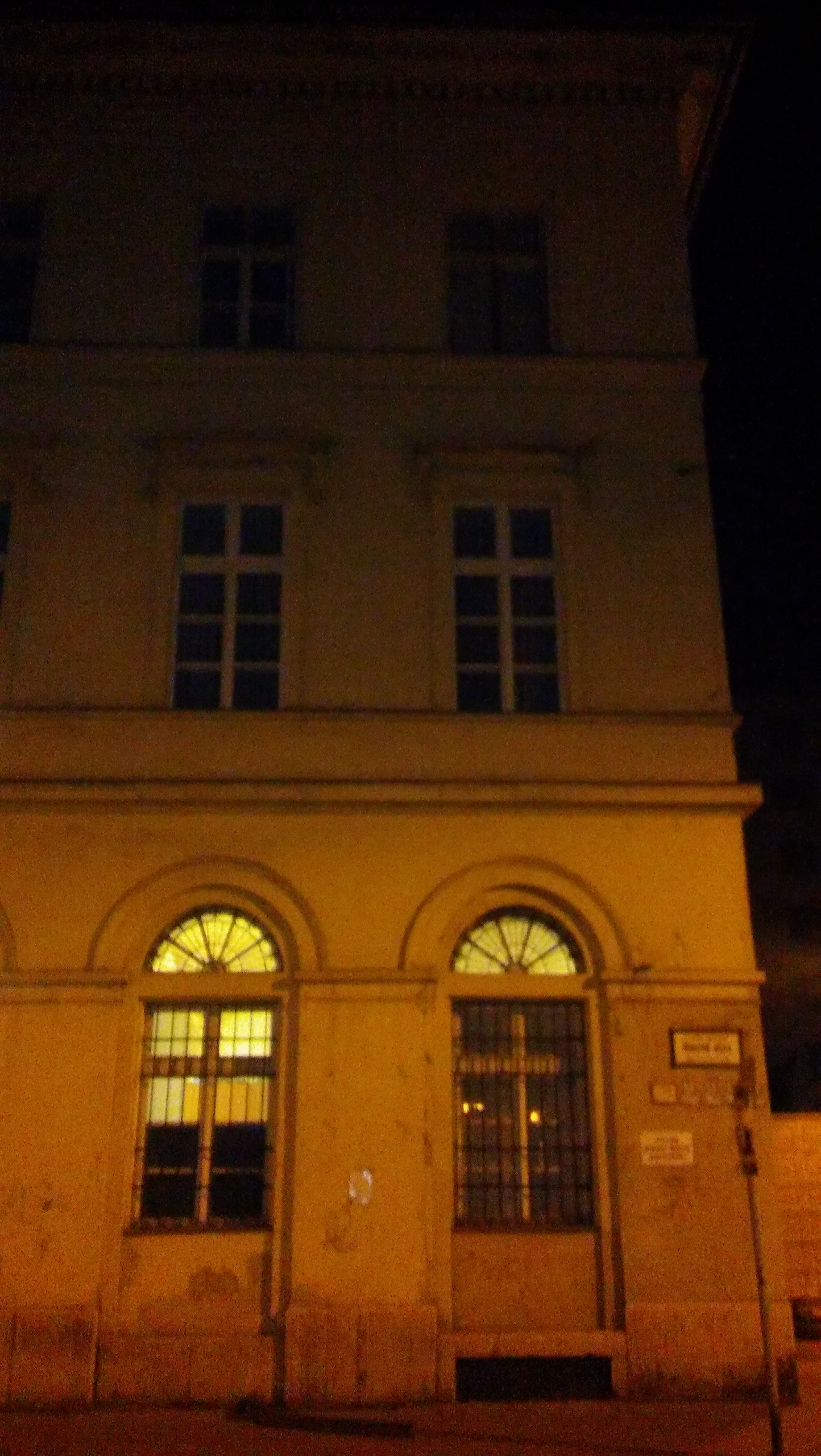
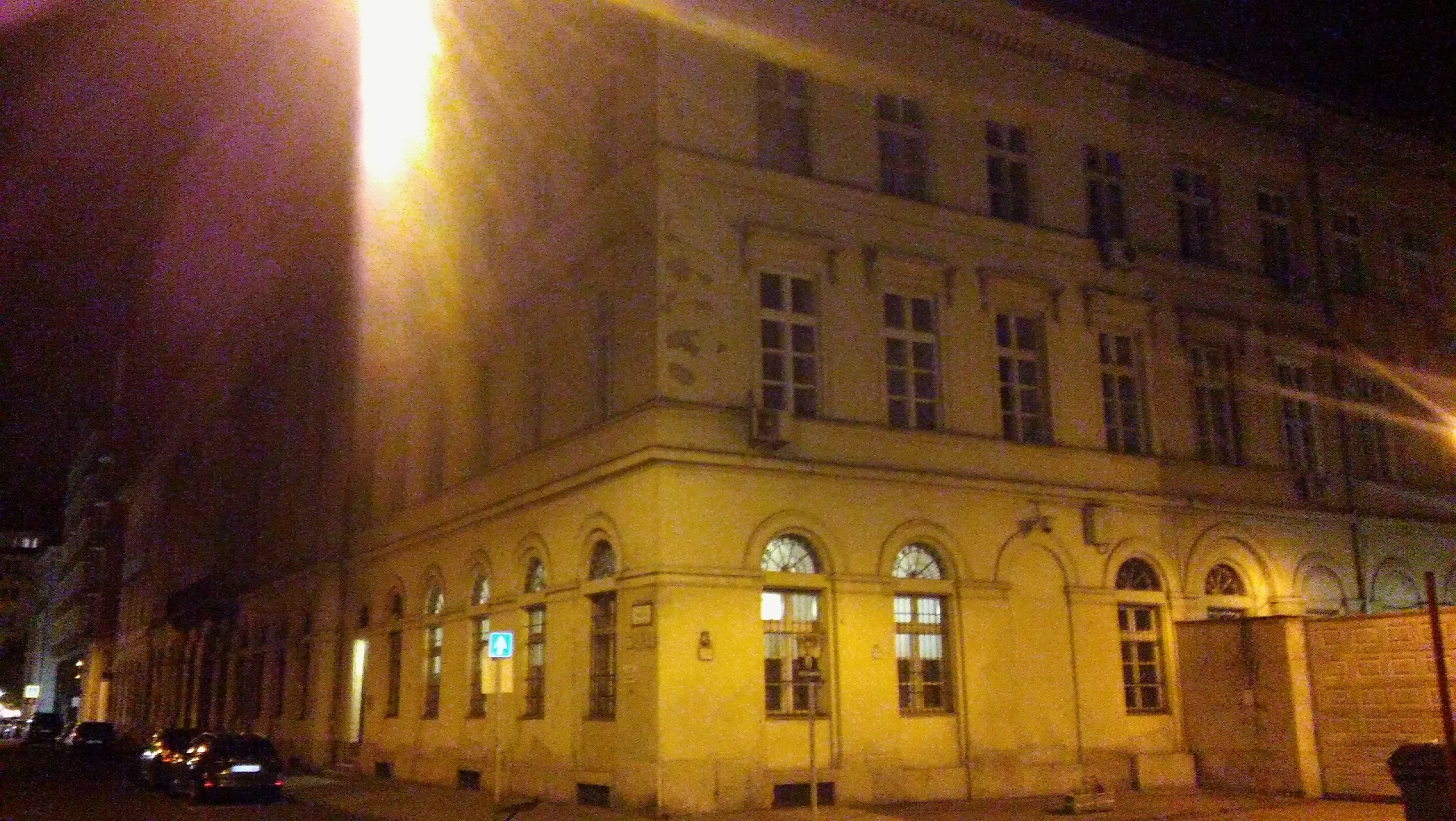